# Diplahan
Diplahan là một đô thị hạng 4 ở tỉnh Zamboanga Sibugay, Philippines. Theo điều tra dân số năm 2000 của Philipin, đô thị này có dân số 23.909 người trong 4.686 hộ.

## Các đơn vị hành chính
Diplahan được chia thành 22 barangay.
| - Balangao - Butong - Ditay - Gaulan - Goling - Guinoman - Kauswagan - Lindang - Lobing - Luop - Manangon | - Mejo - Natan - Paradise - Pilar - Poblacion (Diplahan) - Sampoli A - Sampoli B - Santa Cruz - Songcuya - Tinongtongan - Tuno |